# Шульгин, Микуль Иванович
Микуль Иванович Шульгин (1940, Ильягорт, Омская область — 2007) — хантыйский поэт.

## Биография
Родился в семье рыбака и охотника ханта. В 1961 году, во время учёбы в Ленинградском пединституте им. А. И. Герцена на факультете народов Севера участвовал в первой Всероссийской конференции писателей народов Севера.

## Творчество
В 1962 году издал первую книгу стихов на хантыйском языке «Мави ас» («Медовая Обь»). Первая книга на русском языке «Благодарность» вышла в 1975 году. Работал литературным сотрудником газеты «Ленинская правда», методистом окружного Дома народного творчества, научным сотрудником окружного краеведческого музея. Для творческой манеры характерно сочетание открытого лиризма со зримой вещественностью деталей. Перевёл «Сказку о рыбаке и рыбке» А. С. Пушкина, «Конька- Горбунка» П. Ершова, «А кто там идёт» Янки Купалы.